# Paolo Marrassini
Paolo Marrassini (Firenze, 16 marzo 1942 – Firenze, 10 gennaio 2013) è stato un orientalista italiano, specialista in lingue semitiche e storia, lingue e letterature dell'Etiopia e dell'Oriente cristiano.

## Biografia
Ha approfondito soprattutto le lingue semitiche antiche e in particolare i manoscritti letterari dell'Etiopia cristiana. In qualità d'insegnante ha applicato per primo la metodologia filologica europea classica e romanza agli studi semitici. È stato docente ordinario di filologia semitica e lingue e letterature dell'Etiopia dal 1990, prima all'Università degli Studi di Napoli "L'Orientale", poi all'Università degli Studi di Firenze, dove è stato preside della Facoltà di Lettere per due mandati, dal 1998 al 2004. Nonostante avesse ottenuto il pensionamento nel 2009, ha continuato l'insegnamento fino al 2011, sia in Italia sia in Etiopia. 
Tra i suoi numerosi e importanti contributi alla ricerca, i principali sono stati probabilmente nel campo dell'agiografia etiopica cristiana e della critica del testo dei testi etiopici. Tra i suoi vari contributi monografici figurano edizioni e traduzioni di testi agiografici, storici ed epigrafici, tra gli altri anche per la serie del Corpus scriptorum Christianorum Orientalium, Scriptores Aethiopici.

## Opere scelte
- Storia e leggenda dell'Etiopia tardoantica, Brescia, Paideia Editrice, 2014, ISBN 978-88-394-0873-0.
- (EN)  Ancient Semitic Gods on the Eritrean Shores, AION - Annali del Dipartimento di Asia Africa Mediterraneo, Vol. 70/2010, Napoli, L'Orientale Università degli Studi, 2010, ISSN 0393-3180.
- "Vita", "Omilia", "Miracoli" del santo Gabra Manfas Qeddus; Corpus Scriptorum Christianorum Orientalium, Scriptores Aethiopici, t. 107-108; Lovanii, In aedibus Peeters, 2003, ISBN 978-90-429-1170-3.
- (DE, EN, IT)  Paolo Marrassini (a cura di), Semitic and Assyriological Studies. Presented to Pelio Fronzaroli by Pupils and Colleagues, Wiesbaden, Otto Harrassowitz Verlag, 2003, ISBN 978-3-447-04749-4.